# یاوووکا (گمینا دانبرووا بیاووستوتسکا)
یاوووکا (به لاتین: Jałówka) یک روستا در لهستان است که در گمینا دانبرووا بیاووستوتسکا واقع شده‌است.